# David Le Boette
David Le Boette ou Boétté, né le 19 février 1987 à Nantes, est un joueur de futsal international français.
Il connaît une formation de footballeur professionnel mais ne se voit pas proposer de contrat à son terme. Il découvre alors le futsal au FC Erdre, intègre les meilleurs clubs parisiens et devient international en trois ans.
David Le Boette débute en équipe de France de futsal fin 2010. Il participe à plusieurs phases qualificatives de Championnat d'Europe et Coupe du monde. Devenu un cadre de la sélection, il connaît ses dernières capes en 2016.

## Biographie

### Débuts au football
Natif de Nantes, David Le Boette suit un sport-étude de football étant adolescent. De treize à dix-sept ans, il est pensionnaire du centre de formation d'Angers SCO puis les deux années suivantes au FC Istres. Il s'y entraîne avec le groupe professionnel et joue en U19 nationaux. Mais il ne décroche pas de contrat professionnel et décide de rentrer à Nantes. Il signe en DH à l'USSA Vertou. 
Lors d'un retour à Nantes, il a l'occasion de disputer un match amical de futsal avec Vertou contre le FC Erdre,. Le président du FCE, principal club de futsal de la région, lui propose de les rejoindre et Le Boette signe une double licence football-futsal.

### Uniquement futsal à Paris
En 2008, après six mois au FC Erdre, David Le Boette part à Paris pour suivre sa compagne policière mutée en Île-de-France. Il estime avoir atteint ses limites dans le football sur herbe et ne garde que le futsal. Il s'engage un an avec le Sporting Paris. 
Pour la saison 2009-2010, Le Boette rallie le Paris Métropole. Il est salarié du club et peut se concentrer à 100% à son sport. En finale de Coupe de France 2010-2011, il ouvre le score pour le PMF mais son équipe s'incline contre le Sporting (1-2), tout comme en championnat. Pour la reprise de la Division 2011-2012, il inscrit un quadruplé contre le promu Montpellier Agglo (15-3). En finale de Coupe nationale, il est capitaine mais s'incline de nouveau contre son ancien club (4-7), tout comme en championnat (4-5). En deux ans, David Le Boette et son équipe perdent quatre finales contre le SC Paris. 
À l'été 2012, Le Boette rejoint le Kremlin-Bicêtre United avec les internationaux Kamel Hamdoud et Azdine Aigoun. Il perd une troisième finale de Coupe de France consécutive.
À l'été 2013, David Le Boette part jouer une demi-saison pour l'Omonia Nicosie à Chypre avec son ami Mustapha Otmani et y dispute la Coupe d'Europe,. 

### Retour à Nantes et double pratique
En 2014, il souhaite revenir à Nantes pour des raisons familiales. En mauvais termes avec le FC Erdre, il rejoint Nantes Bela en D2. Il termine deuxième meilleur buteur de la poule A et obtient la montée en première division mais quitte le club pour des problèmes relationnels. En juillet 2015, alors joueur du Nantes Bela Futsal, Le Boette est en passe de retourner jouer à La Chapelle-sur-Erdre, mais en football traditionnel, à l'AC chapelain co-entrainé par Olivier Quint et promu en Division d’honneur.
Mais cela ne se réalise vraisemblablement pas car, pour la saison 2015-2016, David Le Boette est entraîneur-joueur de l'AC Nantes franco-portugais en DH futsal, ainsi que joueur de football au Nantes Métallo Sports, après une dizaine d'années à l'écart des terrains en herbe. Il permet à l'équipe de futsal de connaître son premier 32e de finale de Coupe de France. En février 2016, son équipe est première au classement et participe au barrage d'accession en D2, mais échoue.
Pour la saison 2016-2017, Le Boette revient jouer au Nantes Erdre Futsal, son premier club de futsal. Il est capitaine de l'équipe en huitième de finale de la Coupe nationale. À l'été 2017, il s'engage avec le Nantes C'West en D2. L'équipe se hisse en quart de finale de la Coupe de France.
Entraîneur-joueur du Nantes Doulon, il domine le championnat de Régional 1 futsal 2018-2019, avant que le barrage d’accession en Division 2 contre le FC Chavanoz (défaite 4-5) soit perturbé par des violences en tribune. Pour la saison 2019-2020, l'équipe est de nouveau en tête de R1.

### En équipe nationale
David Le Boette joue son premier match en équipe de France de futsal le 30 novembre 2010 à la suite de sa première convocation pour une double confrontation amicale face à la Suisse.
En janvier 2011, il dispute son premier match officiel lors du tour préliminaire pour l'Euro et une victoire 2-1 en Bulgarie. En mars 2011, Le Boette déclare « Entre jouer au foot en DH et faire partie de l'équipe de France de futsal, il n'y a pas photo. J'ai fait le bon choix et je ne regrette rien ». Il est l'un des benjamins des Bleus (huit sélections) qui dispute, en Azerbaïdjan, la phase qualificative de l'Euro. La France finit quatrième et dernière de son groupe.
En octobre 2011, il est retenu pour deux matchs en Biélorussie à Lida pour préparer le tour préliminaire des éliminatoires du Mondial 2012.
En mai 2013, David Le Boette est convoqué en équipe de France de football de plage (beach soccer) par le sélectionneur Stéphane François, dans le cadre d'un rapprochement des deux pratiques. Le mois suivant, il fait son retour en salle pour le dernier match de la saison. Le Boette redonne l'avantage aux Bleus en déplacement au Costa Rica (1-2) et prend part à la victoire (2-3).
Fin novembre 2013, David Le Boette fait partie de la liste de quatorze joueurs retenus par le sélectionneur national Pierre Jacky pour les matches amicaux organisés contre la Hongrie les 3 et 4 décembre à Saint-Quentin. Il enchaîne par le rassemblement pour une double confrontation amicale face à la Suède en janvier 2014. Début juin, il est de la tournée aux États-Unis pour deux matches amicaux programmés à Milwaukee.
Après avoir participé au stage de début de saison 2014-2015, Le Boette est appelé en Bleu en décembre 2014 pour deux amicaux contre la Grèce. Seul joueur de l'ouest de la France au sein de la sélection, il compte quarante matchs internationaux (treize buts) et est le cinquième joueur le plus ancien de l'équipe, en termes de sélections. En janvier 2015, le défenseur est retenu pour deux matchs en Alsace contre la Finlande préparatoires pour le tour préliminaire de l'Euro 2016. Lors du second, il redonne l'avantage aux Bleus au retour des vestiaires (3-2, victoire 5-4) et permet de ramener deux victoires (5-2 pour le premier match). Il compte alors 44 sélections et quinze buts.
En 2016, il décide de prendre du recul par rapport à l'équipe de France à cause des déplacements que cela entraîne. Jouant en DH avec Nantes franco-portugais, il souhaite faire monter l'équipe pour refaire du futsal international. Fin octobre 2016, il est retenu pour une double confrontation amicale face à l'Espagne, à Limoges,.
David Le Boette totalise 54 sélections,.

## Style de jeu
David Le Boette évolue comme défenseur, à la construction du jeu, même si en futsal, il peut se retrouver partout sur le terrain.

## Palmarès
- Championnat de France
  - Finaliste : 2011 et 2012 (Paris Métropole)

- Coupe de France
  - Finaliste : 2011, 2012 (Paris Métropole) et 2013 (KB)

- Division 2
  - Promu : 2015 (Nantes Bela)

- Régional 1 Pays de la Loire (1)
  - Champion : 2019 (Nantes Doulon)